# Marcus Stephen
Marcus Stephen, född 1 oktober 1969, var Naurus president 2007-2011. Parallellt med sitt presidentskap hade han även ett antal av landets ministerposter, däribland den som inrikesminister. Före sin politikerkarriär var Stephen professionell  tyngdlyftare, och har vunnit sju guldmedaljer och fem silvermedaljer i Samväldesspelen, mellan 1990 och 2002. Han har dessutom vunnit en silvermedalj i världsmästerskapen 1999 i Aten. Stephen är ordförande i Naurus nationella olympiska kommitté såväl som i Oceaniens tyngdlyftningsfederation.